# PAMAS G1
Ne doit pas être confondu avec FAMAS.
Pour les articles homonymes, voir G1.
Le PAMAS 9 mm G1 est un modèle spécifique du Beretta 92, pistolet semi-automatique dont il conserve l'allure. La différence majeure avec le Beretta original provient du levier de désarmement qui revient après la manœuvre en position de tir. PAMAS est l'acronyme de Pistolet Automatique de la Manufacture d'Armes de Saint-Étienne, la manufacture stéphanoise fabriquant l'arme sous licence.

## Historique
100 000 armes sont produites au total. Pour remplacer le MAC modèle 1950, le PAMAS G1 est mis en service opérationnel en 1989 comme arme de service dans les unités de la Gendarmerie nationale, puis en 1992, dans l'Armée de l'air et en 1999 pour l'Armée de terre et la Marine nationale. Il est chambré, comme le MAC 50 et le MAT 49 en 9 mm Parabellum.
Au total, 97 502 armes étaient en service dans les quatre armées françaises.

## Usage
Cette arme peut servir lorsque les soldats font des protections rapprochées. Cette arme est principalement utilisée par les unités de réserve de la gendarmerie nationale (depuis juin 2017), mais également par la Gendarmerie de l'air et de l'espace et la majorité des unités de l'Armée de terre.
Il a remplacé le PA MAC 50 fin 2014 pour tout le personnel de l'armée de l'air. Auparavant, seuls les spécialistes de la sécurité protection et les personnels naviguant en étaient dotés.

## Production
Cette variante française était produite, comme le pistolet mitrailleur Beretta M12SD pour la Police nationale et MP5F pour la Gendarmerie nationale, sous licence par la Manufacture nationale d'armes de Saint-Étienne (les premiers exemplaires livrés par la Manufacture provenaient de l'assemblage de pièces italiennes).
Il existe une série commémorative (incrustations or) du MAS G1.
À la suite de quelques bris de culasse survenus aux États-Unis, dus à l'utilisation de munitions non conformes, et en France, dus à l'usure prématurée du levier de désarmement, les ingénieurs de GIAT Industrie ont modifié l'alliage rendant l'arme beaucoup plus sûre. Le MAS G1 fut modifié également pour devenir le G1S ("S" pour sécurisé).

## Identification du PAMAS G1
Les marquages des G1 sont :
- Un médaillon "MAS" sur les plaquettes de crosse en caoutchouc strié,
- "Fabrication sous licence Beretta" en majuscule sur la face gauche de la culasse,
- "MAS 9 mm G1" sur la face droite. Un S est surgravé après le 1 sur les modèles modifié G1S.
- Le numéro de série sur le canon, la culasse et la carcasse.

## Utilisateurs
- France : Le PAMAS G1 est utilisé dans l'Armée de l'air et de l'espace, les unités de la réserve opérationnelle de la Gendarmerie Nationale, la Gendarmerie de l'air et de l'espace et dans certaines unités d'élites comme le GIGN. L'emploi des Glock 17 et HK USP au sein de la BFST a permis aux autres brigades de l'Armée de terre de remplacer ses MAC 50 par des MAS G1S. L'Armée française a décidé de remplacer ses pistolets par des Glock 17 autrichiens, qui sont progressivement livrés de 2019 à 2022 [3].
- Sénégal : L'Armée de terre est équipée du PAMAS G1.

## Le PAMAS G1 à l'écran
L'actrice française Corinne Touzet jouant l'adjudant-chef, puis le lieutenant de gendarmerie Isabelle Florent dans la série Une femme d'honneur (TF1) porte un PAMAS G1 à l'écran. De nombreux policiers télévisuels français en portent également comme le commissaire Moulin de la Brigade criminelle de Paris ou les gendarmes bordelais de la Section de recherches du capitaine puis chef d'escadron Enzo Ghemara (souvent au côté du Sig-Sauer SP 2022).
Dans le film Forces Spéciales, l'acteur Benoît Magimel est équipé d'un PAMAS G1 comme arme secondaire[réf. souhaitée].